# Bolsternang

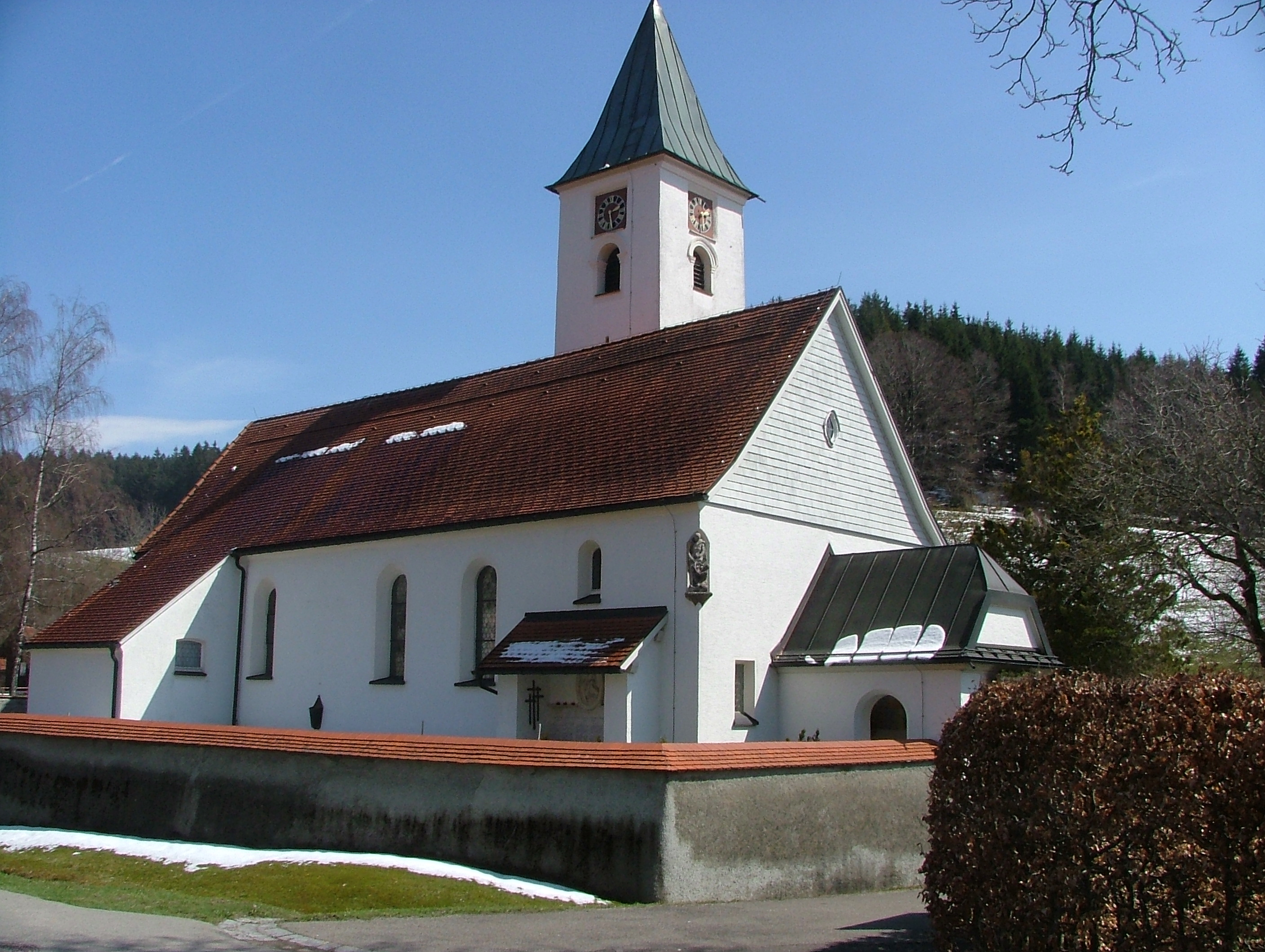
Pfarrkirche St. Martin in Bolsternang

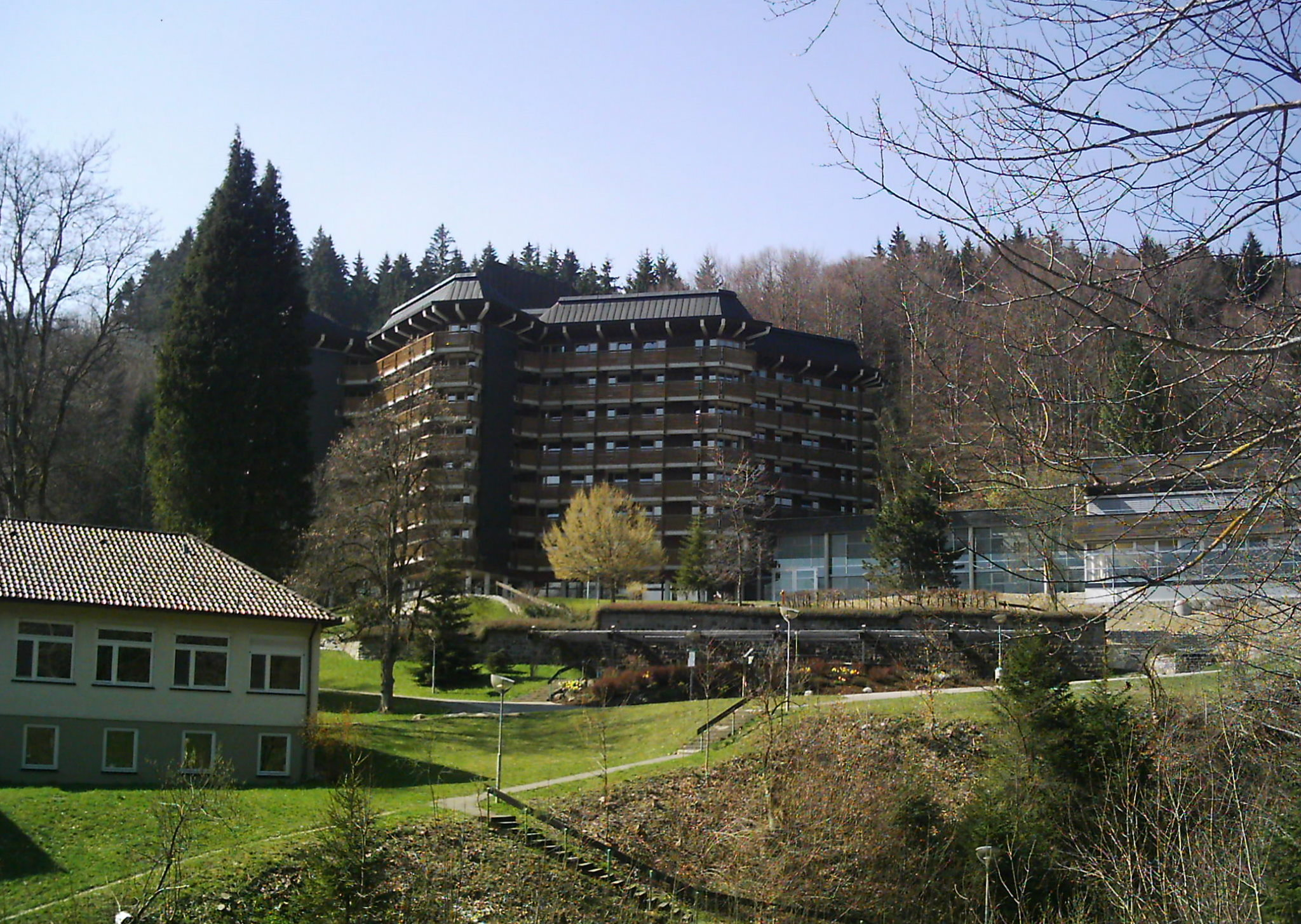
Rehaklinik Überruh in Bolsternang

Bolsternang ist ein Ortsteil von Großholzleute und gehört damit zu Isny im Allgäu, Landkreis Ravensburg. Er liegt etwa acht Kilometer südöstlich von  Isny am Fuße der Adelegg mit dem Schwarzen Grat. Der Ort hat ca. 500 Einwohner.

## Geschichte
Der Ort fand erstmals 1169 Erwähnung, als der Priester Wernher dem Kloster Isny das Gut Bolsternang schenkte. Im 13. Jahrhundert wurde die Burg Bolsternang erbaut. 1667 wurde die nördlich gelegene Schletteralpe erbaut. 1690 wurde in Bolsternang eine eigene Pfarrstelle eingerichtet, nachdem zuvor der Pfarrer aus Wengen dort Gottesdienste abgehalten hatte. 1769 errichtete man ein Pfarrhaus im Ort. Außerdem gab es eine Pfarrschule mit einem Lehrer. 1850 lebten 137 Personen in Bolsternang. Der Ort gehörte zum Dekanat Wangen im Donaukreis. Patron war zu diesem Zeitpunkt der Fürst von Waldburg-Zeil-Trauchburg.

## Baudenkmale
Die katholische Pfarrkirche St. Martin ist mit Ummauerung im Denkmalbuch von Baden-Württemberg eingetragen. Sie wurde um 1500 errichtet, weitere bauliche Veränderungen fanden im 19. Jahrhundert sowie 1947/48 statt. Zu den Baudenkmalen von Bolsternang zählt außerdem das 1769 errichtete und im 19. Jahrhundert veränderte Pfarrhaus mit Satteldach. Ebenfalls unter Denkmalschutz steht ein Einhaus am Osterösch 1, das um 1800 errichtet wurde.

## Wirtschaft
Ein örtlicher Arbeitgeber ist die Rehaklinik Überruh, die 1908 als Sanatorium für an Tuberkulose erkrankte Frauen eröffnet wurde. Im Ortskern befindet sich außerdem der Gasthof Zum Schwarzen Grat, ein 2013 wiedereröffneter Dorfladen, ein Geschenkeladen sowie ein Stein-Allerlei-Laden.

## Bildung
Am Dorfrand von Bolsternang befindet sich der städtische Kindergarten „Villa Kunterbunt“. Er bietet Plätze für bis zu 20 Kinder, die in einer altersgemischten Gruppe von zwei Jahren bis zur vierten Schulklasse betreut werden.